# Tormenta de masa de aire

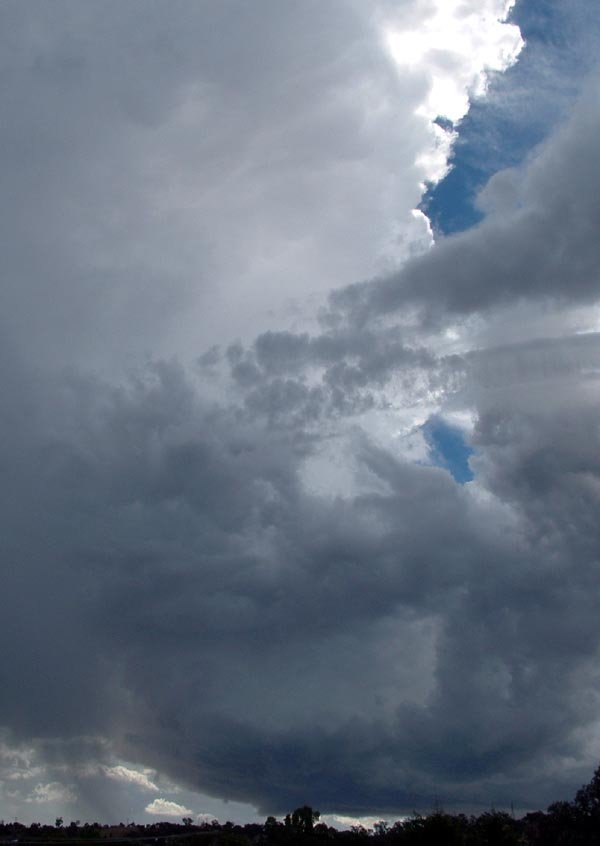
Una tormenta de masa de aire sobre Wagga Wagga

Una tormenta de masa de aire, también llamada “ordinaria”, “monocelular”, “aislada” o “común”, es una tormenta generalmente débil y no grave. Estas tormentas se forman en entornos en los que existe al menos cierta cantidad de energía potencial convectiva disponible (CAPE), pero con niveles muy bajos de cizalladura del viento y helicidad. La fuente de elevación, que es un factor crucial en el desarrollo de las tormentas, suele ser el resultado del calentamiento desigual de la superficie, aunque pueden ser inducidas por frentes meteorológicos y otros límites de bajo nivel asociados a la convergencia del viento. La energía necesaria para que se formen estas tormentas viene en forma de insolación, o radiación solar. Las tormentas de masa de aire no se mueven con rapidez, no duran más de una hora y amenazan con rayos, así como con lluvias ligeras, moderadas o intensas. Las precipitaciones intensas pueden interferir con las transmisiones de microondas dentro de la atmósfera.
Las características de los relámpagos están relacionadas con las características de la tormenta eléctrica de origen, y podrían provocar incendios forestales cerca de tormentas eléctricas con precipitaciones mínimas. En ocasiones inusuales puede producirse una débil ráfaga descendente y granizo pequeño. Son frecuentes en las zonas templadas durante una tarde de verano. Como todas las tormentas eléctricas, el campo de vientos en capas medias en el que se forman las tormentas determina el movimiento. Cuando el flujo de viento en capas profundas es ligero, la progresión del límite de flujo de salida determinará el movimiento de la tormenta. Dado que las tormentas pueden ser un peligro para la aviación, se recomienda a los pilotos que vuelen por encima de las capas de niebla en las regiones de mejor visibilidad y que eviten volar bajo el yunque de estas tormentas, que pueden ser regiones donde cae granizo de la tormenta. La cizalladura vertical del viento también es un peligro cerca de la base de las tormentas que han generado límites de flujo de salida.

## Ciclo de vida

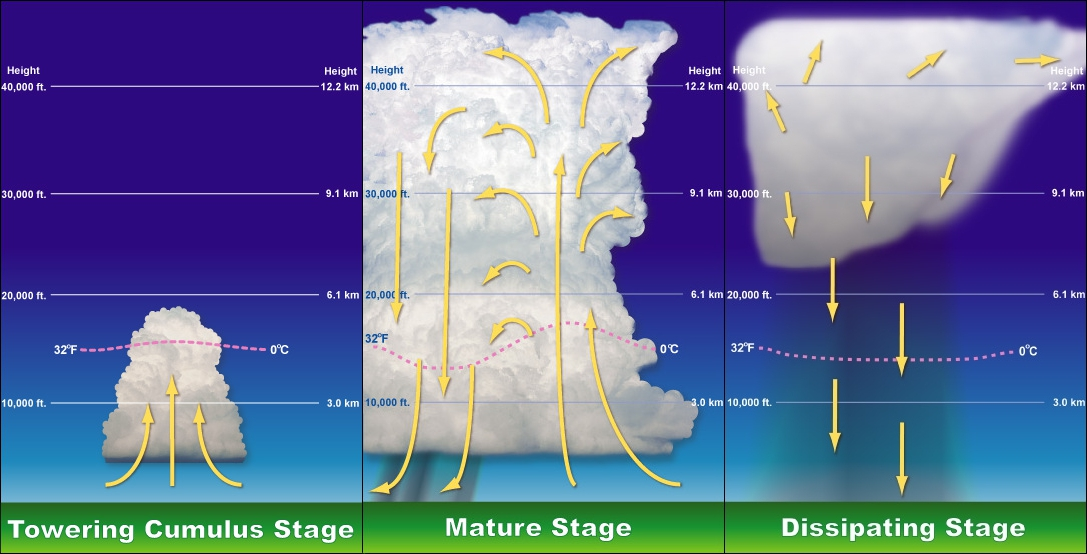
Etapas de la vida de una tormenta eléctrica

El desencadenante de la elevación del cúmulo inicial puede ser la insolación que calienta el suelo produciendo térmicas, zonas en las que convergen dos vientos que fuerzan el aire hacia arriba, o cuando los vientos soplan sobre terrenos cada vez más elevados. La humedad se enfría rápidamente en gotas líquidas de agua debido a las temperaturas más frías a gran altitud, que aparecen como cúmulos. A medida que el vapor de agua se condensa en líquido, se libera calor latente que calienta el aire, haciendo que se vuelva menos denso que el aire seco circundante. El aire tiende a elevarse en una corriente ascendente mediante el proceso de convección (de ahí el término precipitación convectiva). Esto crea una zona de baja presión bajo la tormenta en formación, también conocida como nube cumulonimbo. En una tormenta eléctrica típica, se elevan a la atmósfera terrestre aproximadamente 5×108 kg de vapor de agua. Como se forman en zonas de cizalladura vertical mínima del viento, la precipitación de la tormenta eléctrica crea un límite de flujo de salida húmedo y relativamente frío que socava el flujo de entrada de bajo nivel de la tormenta y provoca rápidamente su disipación. Estas tormentas pueden provocar trombas de agua, granizo pequeño y fuertes ráfagas de viento.

## Lugares habituales de aparición
También conocidas como tormentas monocelulares, son las típicas tormentas de verano en muchas zonas templadas. También se producen en el aire frío inestable que suele seguir al paso de un frente frío procedente del mar durante el invierno. Dentro de un grupo de tormentas, el término "célula" se refiere a cada corriente ascendente principal separada. Las células de tormentas se forman ocasionalmente de forma aislada, ya que la aparición de una tormenta puede desarrollar un límite de flujo de salida que da lugar al desarrollo de nuevas tormentas. Estas tormentas rara vez son graves y son el resultado de la inestabilidad atmosférica local; de ahí el término "tormenta de masa de aire". Cuando estas tormentas tienen asociado un breve periodo de tiempo severo, se conoce como tormenta severa de pulso. Las tormentas severas de pulso están mal organizadas debido a la mínima cizalladura vertical del viento en el entorno de la tormenta y se producen aleatoriamente en el tiempo y el espacio, lo que las hace difíciles de predecir. Entre su formación y su disipación, las tormentas unicelulares suelen durar entre 20 y 30 minutos.

## Movimiento

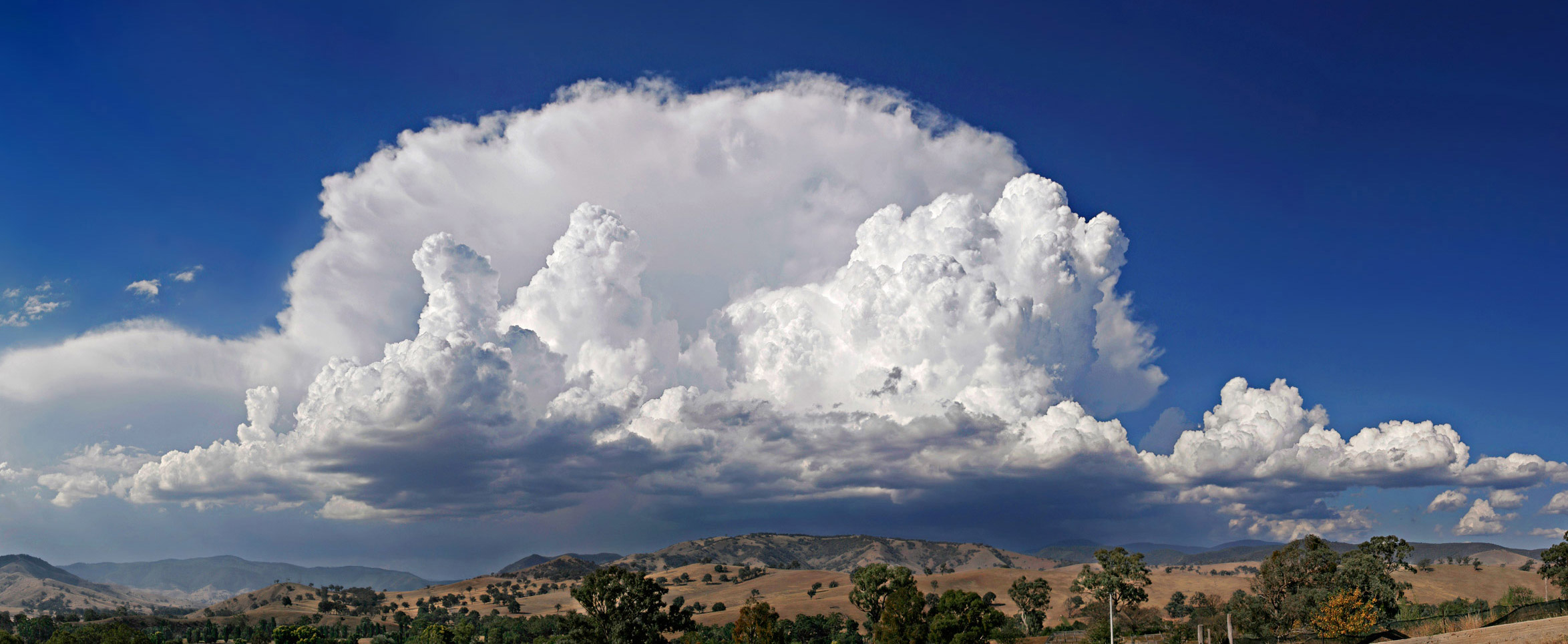
Nube de tormenta en forma de yunque en fase madura sobre Swifts Creek, Victoria

Las dos formas principales de desplazamiento de las tormentas son la advección del viento y la propagación a lo largo de los límites de flujo de salida hacia fuentes de mayor calor y humedad. Muchas tormentas se desplazan con la velocidad media del viento a través de la troposfera terrestre, o los 8 kilómetros más bajos de la atmósfera terrestre. Las tormentas más jóvenes son dirigidas por vientos más cercanos a la superficie de la Tierra que las tormentas más maduras, ya que no suelen ser tan altas. Si el frente de ráfaga, o borde de ataque del límite de flujo de salida, se mueve por delante de la tormenta, el movimiento de la tormenta se moverá en paralelo con el frente de ráfaga. Este factor es más importante en las tormentas con precipitaciones intensas (HP), como las tormentas de masa de aire. Cuando las tormentas se fusionan, lo que es más probable cuando existen numerosas tormentas cerca unas de otras, el movimiento de la tormenta más fuerte normalmente dicta el movimiento futuro de la célula fusionada. Cuanto más fuerte sea el viento medio, menos probable será que otros procesos intervengan en el movimiento de la tormenta. En el radar meteorológico, las tormentas se rastrean utilizando una característica prominente y siguiéndola de exploración en exploración.

## Precipitaciones convectivas

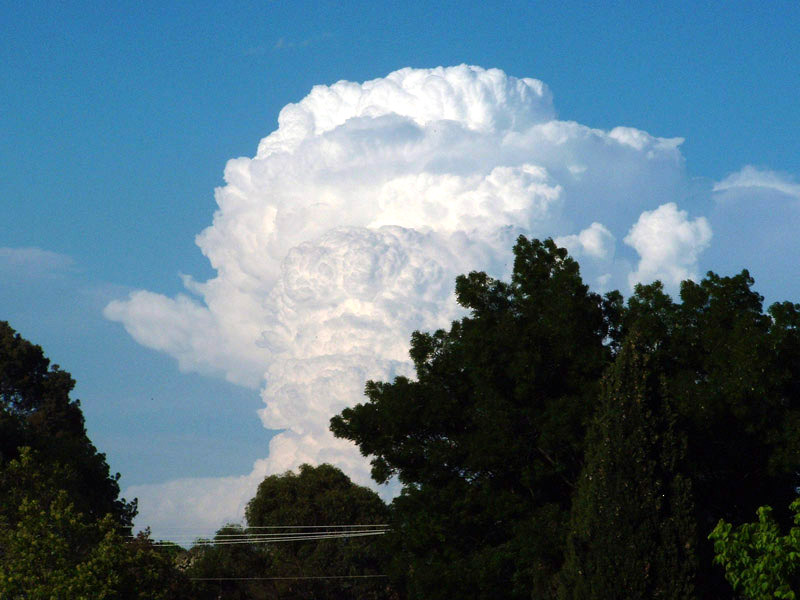
Nube cumulonimbo de tipo Calvus

La lluvia convectiva, o precipitación lluviosa, se produce a partir de nubes cumulonimbos. Cae en forma de chubascos cuya intensidad cambia rápidamente. La precipitación convectiva cae sobre un área determinada durante un tiempo relativamente corto, ya que las nubes convectivas, como las tormentas eléctricas, tienen una extensión horizontal limitada. La mayor parte de la precipitación en los trópicos parece ser convectiva. El granizo y el graupel son buenos indicadores de precipitación convectiva y tormentas eléctricas. En latitudes medias, la precipitación convectiva es intermitente y a menudo está asociada a límites baroclínicos como frentes fríos, líneas de borrasca y frentes cálidos. Las altas tasas de precipitación están asociadas a tormentas eléctricas con gotas de lluvia más grandes. Las precipitaciones intensas provocan el desvanecimiento de las transmisiones de microondas a partir de la frecuencia de 10 gigahercios (GHz), pero es más grave por encima de las frecuencias de 15 GHz.

## Rayos

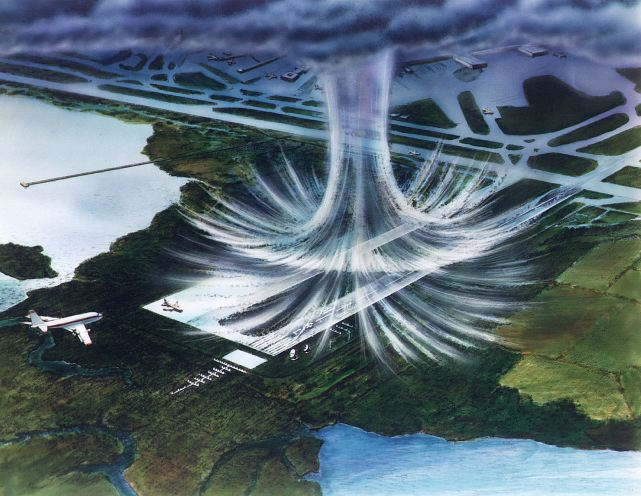
El movimiento descendente del aire más frío procedente de las tormentas se propaga en todas direcciones cuando el flujo de viento ambiental es ligero

Se han encontrado relaciones entre la frecuencia de los rayos y la altura de las precipitaciones dentro de las tormentas eléctricas. Las tormentas eléctricas que muestran retornos de radar por encima de los 14 kilómetros de altura se asocian a tormentas con más de diez relámpagos por minuto. También existe una correlación entre la tasa total de rayos y el tamaño de la tormenta, su velocidad de corriente ascendente y la cantidad de graupel sobre la tierra. Sin embargo, las mismas relaciones fallan sobre los océanos tropicales. Los rayos de las tormentas de baja precipitación (LP) son una de las principales causas de los incendios forestales.

## Preocupación por la aviación
En las zonas donde estas tormentas se forman de forma aislada y la visibilidad horizontal es buena, los pilotos pueden evadirlas con bastante facilidad. En atmósferas más húmedas que se vuelven brumosas, los pilotos navegan por encima de la capa de bruma para obtener un mejor punto de vista de estas tormentas. No se aconseja volar bajo el yunque de las tormentas, ya que es más probable que caiga granizo en esas zonas fuera del eje principal de la tormenta. Cuando se forma un límite de salida debido a una capa poco profunda de aire enfriado por la lluvia que se extiende cerca del nivel del suelo desde la tormenta principal, puede producirse cizalladura del viento tanto direccional como de velocidad en el borde de ataque del límite tridimensional. Cuanto más fuerte sea el límite de salida, más fuerte será la cizalladura vertical resultante.